# اصلاح کاتالیزوری
اصلاح کاتالیزوری یا رفرمینگ کاتالیزوری (به انگلیسی: Catalytic reforming) فرایندی شیمیایی برای تبدیل نفتای پتروشیمیایی تقطیرشده از نفت خام (معمولا دارای عدد اکتان کم) به محصولات مایع با اکتان بالا است. این محصولات به نام رفرمات‌ها شناخته می‌شوند، که سهم مهمی در ترکیب بنزین با اکتان بالا ایفا می‌کنند. این فرایند هیدروکربن‌های کم اکتان خطی (پارافین‌ها) را به آلکان‌های شاخه‌دار (ایزوپارافین‌ها) و نفتن‌های حلقوی تبدیل می‌کند. سپس تا حدی هیدروژن‌زدایی شده تا هیدروکربن‌های آروماتیک با اکتان بالا تولید شود. همچنین هیدروژن‌زدایی مقادیر قابل توجهی گاز هیدروژن به عنوان محصول جانبی تولید می‌کند که به عنوان خوراک در دیگر فرآیندهای پالایشگاهی مانند هیدروکراکینگ مورد استفاده قرار می‌گیرد. یکی از واکنش‌های جانبی، هیدروژن‌کافت است که هیدروکربن‌های سبک با مقدار کمتر مانند متان، اتان، پروپان و بوتان تولید می‌کند.
علاوه بر اهمیت رفرمات‌ها به عنوان ترکیبات عمده در تولید بنزین، این مواد منبع اصلی ترکیبات شیمیایی آروماتیک مانند بنزن، تولوئن، زایلن و اتیل‌بنزن هستند که کاربردهای متنوعی دارند، مهمترین آن استفاده به عنوان ماده اولیه در تولید پلاستیک‌ها است. با این حال، محتوای بنزن موجود در رفرمات آن را سرطان زا می‌کند؛ این موضوع دولت‌ها را بر آن داشته تا با وضع قوانینی، این مقدار بنزن را با فرایندهای بعدی کاهش دهند.
این فرایند با اصلاح بخار کاتالیزوری که در صنعت برای تولید محصولاتی مانند هیدروژن، آمونیاک و متانول از گاز طبیعی، نفتا یا سایر مواد اولیه مشتق شده از نفت استفاده می‌شود،کاملاً متفاوت است و نباید با آن اشتباه گرفته شود. همچنین نباید این فرایند را با سایر فرآیندهای اصلاح کاتالیزوری که از متانول یا مواد اولیه مشتق شده از زیست توده برای تولید هیدروژن برای سلول‌های سوختی یا مصارف دیگر استفاده می‌شود، اشتباه گرفت.